# کورتیس مک‌کلارین
کورتیس مک‌کلارین (به انگلیسی: Curtis McClarin) (زاده دسامبر ۱۹۶۹-درگذشته ۴ مارس ۲۰۱۴) بازیگر آمریکایی بود.
از فیلم‌های معروف او می‌توان به بازی در فیلم تازه اشاره کرد.